# Гиндилис, Евгений Викторович
Евгений Викторович Гиндилис (род. 12 июня 1966, Москва, СССР) — российский кино- и телепродюсер, член КиноСоюза, член Европейской киноакадемии (EFA). Основатель и генеральный продюсер кинокомпании «Твинди».

## Биография
Евгений Гиндилис родился 12 июня 1966 года в Москве в семье потомственных московских интеллигентов. Отец — генетик Виктор Миронович Гиндилис, мать — Наталья Евгеньевна Броуде, доктор химических наук, профессор Бостонского университета. Бабушка по материнской линии из дворянской семьи со шведскими корнями, предки маминого отца из купеческой семьи, ассимилированные московские евреи, в родстве с Антокольскими и Михоэлсами. Предки отца — киевские евреи, перебравшиеся в Москву после революции. Бабушка — Татьяна Владимировна Венкстерн, доктор биологических наук, профессор. Дед — Мирон Моисеевич Гиндилис, инженер-строитель, репрессирован в 1937—1954 годах. Евгения назвали в честь деда со стороны матери Евгения Львовича Броуде, погибшего на Волховском фронте в 1941 году. Прабабушка и прадедушка со стороны отца погибли в Бабьем Яру во время Великой Отечественной войны.
О своей национальности сам Гиндилис говорит так:
У меня самого довольно сложные отношения с моим еврейством в том смысле, что я особенно ему никакого серьезного значения не придаю. Я, наверное, в большей степени считаю себя русским, чем евреем, хотя по крови я на три четверти еврей. Ни к каким религиозным формам особенного интереса не испытываю; с другой стороны, ко всем историческим корням я отношусь очень серьезно, это очень важная часть меня, но именно меня, без всякой общины.
В 1988 году закончил географический факультет МГУ им. М. В. Ломоносова по специальности «гляциолог-криолитолог», в 1994 — факультет истории и теории кино Школы искусств Тиша Нью-Йоркского университета. В 1989—1990 годах работал редактором в Музее Кино при СК СССР.
С 1990 по 1994 год жил в США — работал менеджером кинотеатра в Кембридже (штат Массачусетс) (1990—1991), координатором Международного кинофестиваля Еврейского музея в Линкольн-центре (1992—1994), исполнительным директором Центра визуального искусства (1994). В 1995 году вернулся в Москву, работал продюсером московского представительства телекомпании «Всемирные телевизионные новости» (1995—1996), в 1995—1998 — заместитель продюсера дирекции кинопрограмм телекомпании ОРТ". В 1998—2002 — продюсер, руководитель отдела международных проектов кинокомпании «НТВ-Профит». С 2003 года — генеральный директор кинокомпании «ТВ-Муви». В 2004 основал кинокомпанию «Твинди», название которой по словам Гиндилиса «расшифровывается просто. В слове две части, и в нашей компании две части: ТВ — это телевидение, Indiе — так в Америке называют независимое кино».
В 2009 году в партнёрстве с Warsaw Film Foundation организовал CentEastWarsaw-Moscow («Проект на Завтра») в рамках фестиваля независимого кино 2morrow.
В 2012 году исполнительный директор Red Square Screenings.
В 2016 совместно с партнерами организовал Kinopoisk Film Market.
В середине 2010-х годов перестал продюсировать художественные фильмы, сосредоточившись на документальном кино.
Член Гильдии продюсеров РФ с 2004 по 2011 год. Член Европейской киноакадемии с 2009 года. Член КиноСоюза с 2010 года, в июне 2017 избран в правление Киносоюза. Член Российского Оскаровского комитета с 2011 года до 28.02.2022.
Работал в жюри фестивалей «Кинотавр» 2012 и 2018 годов, МКФ в Одессе 2012 и 2014 годов, МКФ в Варшаве 2014 года, МКФ «Молодость» 2014 года, МКФ в Софии 2017 года, МКФ восточноевропейского кино в Котбусе 2017 года, МКФ «Евразия» в Астане 2018.
С 2016 года читает курс лекций «Международная дистрибуция» в Московской школе кино. С 2020 куратор курса «Новый Doc» в Московской школе кино.

## Личная жизнь
Жена — поэтесса Евгения Лавут, дети — Сергей и Пётр Гиндилис, Александр Лавут.

## Общественная позиция
В марте 2014 году подписал письмо «Мы с Вами!» «КиноСоюза» в поддержку Украины.
Подписал открытое письмо КиноСоюза против вторжения России на Украину.

## Фильмография

### Кинематограф
- 1998 — «Блокпост» (реж. А. Рогожкин, продюсерская группа ОРТ, пр-во ОРТ/СТВ)
- 1998 — «Хочу в тюрьму» (реж. А. Сурикова, исполнительный продюсер (совместно с В. Кошманом), пр-во «НТВ-Профит»).
- 1999 — «Восток-Запад» (реж. Р. Варнье, исполнительный продюсер, пр-во UGC/«НТВ-Профит»)
- 1999 — «Лунный папа» (реж. Б. Худойназаров, ассоциированный продюсер, пр-во Pandora Film и «НТВ-Профит»)
- 2000 — «24 часа» (реж. А. Атанесян, пр-во «НТВ-Профит»)
- 2002 — «Летний дождь» (реж. А. Атанесян, пр-во «Ангел—фильм»)
- 2007 — «Душка» (реж. Йос Стеллинг, сопродюсер)
- 2007 — «Одна любовь на миллион» (реж. В. Щегольков, пр-во «Твинди»)
- 2007 — «Май» (реж. М. Рафиков и И. Рубинштейн, пр-во «Профит»/«ТВ-Муви»)
- 2008 — «Муха» (реж. В. Котт, пр-во «Твинди» совместно с НТВ)
- 2011 — «Громозека» (реж. В. Котт, пр-во «Твинди» совместно с НТВ)
- 2011 — «Парень с Марса» (реж. С. Осипьян, пр-во «Твинди»)
- 2012 — «Девушка и Смерть» (реж. Йос Стеллинг, сопродюсер)
- 2014 — «На дне» (т/ф, реж. В.Котт пр-во «Твинди» совместно с НТВ)
- 2014 — «Дубровский» (реж. А. Вартанов и К. Михановский)[23][24]
- 2016 — «Boris Nemtsov. Shot in the shadow of Kremlin» (д/ф, реж. Милана Минаева)
- 2016 — «Ян Карский. Праведник Мира» (д/ф, реж. Славомир Грюнберг, пр-во — США, Польша, Россия)[25][26]
- 2017 — «Слишком свободный человек» (д/ф, реж. Вера Кричевская)[10]
- 2018 — «Выбирая Россию» (д/ф, реж. Александр Расторгуев)
- 2021 — «Расторгуев» (д/ф, реж. Евгения Останина, пр-во — Россия, Норвегия)

### Телевидение
- 1998 — «Зал ожидания» (10 серий, реж. Д. Астрахан, продюсерская группа ОРТ, пр-во ОРТ)
- 2003 — «Таксист» (12 серий, реж. В. Донсков, С. Осипьян, А. Лукашевич, М. Рафиков, пр-во «Профит» по заказу НТВ)
- 2003 — «Москва. Центральный округ» (12 серий, реж. В. Щегольков, пр-во «Профит» по заказу НТВ)
- 2004 — «Формула» (8 серий, реж. Д. Онищенко (совместно с Е. Гликман), пр-во «Сателлит»)
- 2004 — «Виола Тараканова» (15 серий, реж. В. Щегольков, пр-во «ТВ-Муви»)
- 2004 — «Москва. Центральный округ-2» (8 серий, реж. О. Перуновская (совместно с Д. Евстигнеевым, Н. Квирикадзе, А. Цымблером), пр-во «Кинопром» по заказу НТВ)
- 2005 — «Молоды и счастливы» (реж. В. Зеленский, пр-во «Твинди» по заказу СТС)
- 2005 — «Виола Тараканова-2» (15 серий, реж. Н. Хлопецкая, пр-во «Твинди» по заказу СТС)
- 2005 — «Большое зло и мелкие пакости» (6 серий, реж. Е. Жигаева, пр-во «Твинди» по заказу СТС)
- 2005 — «Мой личный враг» (6 серий, реж. В. Попков, пр-во «Твинди» по заказу СТС)
- 2006 — «Папенькин сынок» (16 серий, реж. Р. Новикова, пр-во «Твинди» по заказу РЕН-ТВ)
- 2007 — «Виола Тараканова-3» (15 серий, реж. А. Карпиловский, пр-во «Твинди» по заказу СТС)
- 2007 — «Ораниенбаум», (2 серии, реж. В. Котт (совместно с Диной Ким), пр-во «Юнифорс»/«Твинди»)
- 2009 — «Частник» (2 серии, реж. Р. Новикова, пр-во «Твинди» по заказу НТВ)
- 2010 — «Захватчики» (16 серий, реж. Р. Новикова, пр-во «Твинди» по заказу НТВ)
- 2011 — «Москва. Центральный округ-3» (32 серии, реж. В. Котт, Э. Парри, Б. Бакурадзе)
- 2014 — «Дубровский» (5 серий (полная версия), реж. А. Вартанов и К. Михановский, пр-во «Твинди» совместно с НТВ)[23][24]
- 2016 — «Москва. Центральный Округ. Последний Сезон» (18 серий, реж. М. Субботин и И. Кечаев, пр-во «Авангард Медиа» по заказу НТВ)

### Веб-сериал
- 2018 — «Березовский — это кто?» (веб-сериал, 10 серий, реж. Андрей Лошак, пр-во «Твинди»)[27]

## Награды
- 2008 — Золотой Кубок МКФ в Шанхае в номинации «Лучший художественный фильм» за фильм «Муха»[28].
- 2011 — Приз за лучший фильм «Громозека» на Фестивале российского кино в Онфлёре[29].
- 2016 — Национальная премия в области неигрового кино и телевидения" Лавр" лучшему документальному просветительскому фильму «Ян Карский. Праведник Мира»[30].
- 2017 — Премия «Белый cлон» Российской гильдии киноведов и кинокритиков за лучший документальный фильм «Слишком свободный человек»[31].
- 2021 — Национальная премия в области неигрового кино и телевидения «Лавр» лучшему документальному арт-фильму «Расторгуев»[32].
- 2022 — Премия «Белый слон» Российской гильдии киноведов и кинокритиков за лучший документальный фильм «Расторгуев»[33].